# David le gnome
La Sagesse des gnomes
David le gnome ou Le Monde de David le gnome au Québec (David el Gnomo) est une série télévisée d'animation espagnole en 26 épisodes de 23 minutes, créée par Claudio Biern Boyd d'après le livre Les Gnomes de Wil Huygen et Rien Poortvliet, et diffusée du 4 mars au 23 septembre 1985 sur La 1 de TVE. La série sera suivie par La Sagesse des gnomes en 1987.
En France, la série a été diffusée à partir du 30 septembre 1987 sur FR3 dans l'émission Amuse 3. La seconde série a été diffusée sous le même titre David le gnome sans changer de générique. Au Québec, la série a été diffusée à partir du 11 septembre 1988 à la Télévision de Radio-Canada dans l'émission La Puce à l'oreille.

## Synopsis
David le gnome vit avec sa femme Lisa dans un arbre de la forêt. Doué de pouvoirs magiques, il peut guérir les autres. Ses amis animaux l'aident à se déplacer.

## Commentaires
La série animée est une allégorie du combat de David contre Goliath, le gnome réussissant à chaque épisode non seulement à contrer les attaques de ses ennemis les trolls (ou tout autre personnage malicieux), mais en plus à leur donner "une bonne leçon". La fin du générique souligne le lien avec le récit biblique en affirmant « […] si tu n'es qu'un petit bonhomme, David le gnome tu es plus fort que tous les hommes. »

## Doublage

### Voix françaises
- Laurent Hilling : David le gnome
- Rolande Forest : Lisa
- Frédéric Girard : Swift le renard
- Raymond Baillet : le narrateur

### Voix québécoises
Société de doublage : Cinélume
- Jean-Paul Dugas : David le gnome
- Daniel Lesourd : le renard
- Johanne Léveillé : Lisa
- Albert Millaire : le narrateur

 Source et légende : version québécoise (VQ) sur Doublage.qc.ca

## Générique

### Générique français
- Interprété par Chantal Goya
- paroles : Roger Dumas et Jean-Jacques Debout
- musique : Jean-Jacques Debout
- durée : 2 min 22 s pour le générique original chanté, et autant pour la version instrumentale
- éditeur : EMI music France ; St Ouen l'Aumone : distrib. EMI music France, 1987. 1 disque : 45 tours.

### Générique québécois
- Interprété par Pierre Sénécal
- musique : Javier Losada

## Adaptations en albums
Tous les albums qui suivent ne sont pas des œuvres de Rien Poortvliet, mais des ré-adaptations en livres des deux séries animées de 1985-1987. La style graphique est donc largement simplifié, bien loin des aquarelles originales.

### Bandes dessinées
Quatre albums de bande dessinée ont été tirés de la série animée, publiés en France par Whitman en 1988, toutes au format poche 96 pages et adaptées par l'auteur Pierre-Richard Rouillon.
1. Le Médecin des animaux  (ISBN 2-7192-5509-2)
2. Le Bébé troll  (ISBN 2-7192-5510-6)
3. Le Petit chaperon rouge  (ISBN 2-7192-5511-4)
4. Le Roi des Elfes  (ISBN 2-7192-5512-2)

### Albums
Des livres illustrés ont été adaptés dans différents formats, tous publiés en 1987 par l'éditeur belge Hemma, groupe Editis.
Série "Au pays des gnomes"
Des petits formats de 16 pages pour les plus jeunes, adaptés par André Renard et illustrés par Gérald Raimon.
1. David le gnome et la fleur (ISBN 2-8006-0901-0) édité erroné (BNF 34934709)
2. David le gnome et le trésor (ISBN 2-8006-0902-9) édité erroné (BNF 34934704)
3. David le gnome et les enfants (ISBN 2-8006-0903-7) édité erroné (BNF 34934708)
4. David le gnome en Sibérie (ISBN 2-8006-0904-5) édité erroné (BNF 34934701)

Série "Le Petit Monde des gnomes"
Des livres de 56 pages adaptés par Jacques Thomas-Bilstein et illustrés par Liliane Crismer et Béatrice Hia.
- 1- David le gnome et ses amis (ISBN 2-8006-0923-1) édité erroné (BNF 34934706)
- 2- David le gnome raconte ses aventures (ISBN 2-8006-0924-X) édité erroné (BNF 34934703)

Série "L'Univers des gnomes"
Des albums de 12 pages adaptés par Jacques Thomas-Bilstein et illustrés par Béatrice Hia.
- Bon anniversaire, David ! (ISBN 2-8006-0915-0) édité erroné (BNF 34934631)
- Le Sirop magique (ISBN 2-8006-0917-7) édité erroné (BNF 34934628)
- Au pays des gnomes (ISBN 2-8006-0918-5) édité erroné (BNF 34934632)
- Chapeaux rouges et chapeaux verts (ISBN 2-8006-0916-9) édité erroné (BNF 34934614)

Série "David et ses amis"
Des albums de 8 pages adaptés par Jacques Thomas-Bilstein et illustrés par Liliane Crismer.
- 1- Le Cadeau (ISBN 2-8006-0912-6) édité erroné (BNF 34934668)
- 2- La Grande épreuve (ISBN 2-8006-0911-8) édité erroné (BNF 34934663)
- 3- La Punition (ISBN 2-8006-0909-6) édité erroné (BNF 34934658)
- 4- L'Anneau magique (ISBN 2-8006-0905-3) édité erroné (BNF 34934655)
- 5- Le Bain des trolls (ISBN 2-8006-0906-1) édité erroné (BNF 34934651)
- 6- Le Potager (ISBN 2-8006-0908-8) édité erroné (BNF 34934637)
- 7- Un Nouvel ami (ISBN 2-8006-0910-X) édité erroné (BNF 34934634)
- 8- Le Canard blessé (ISBN 2-8006-0907-X) édité erroné (BNF 34934633)

## Produits dérivés

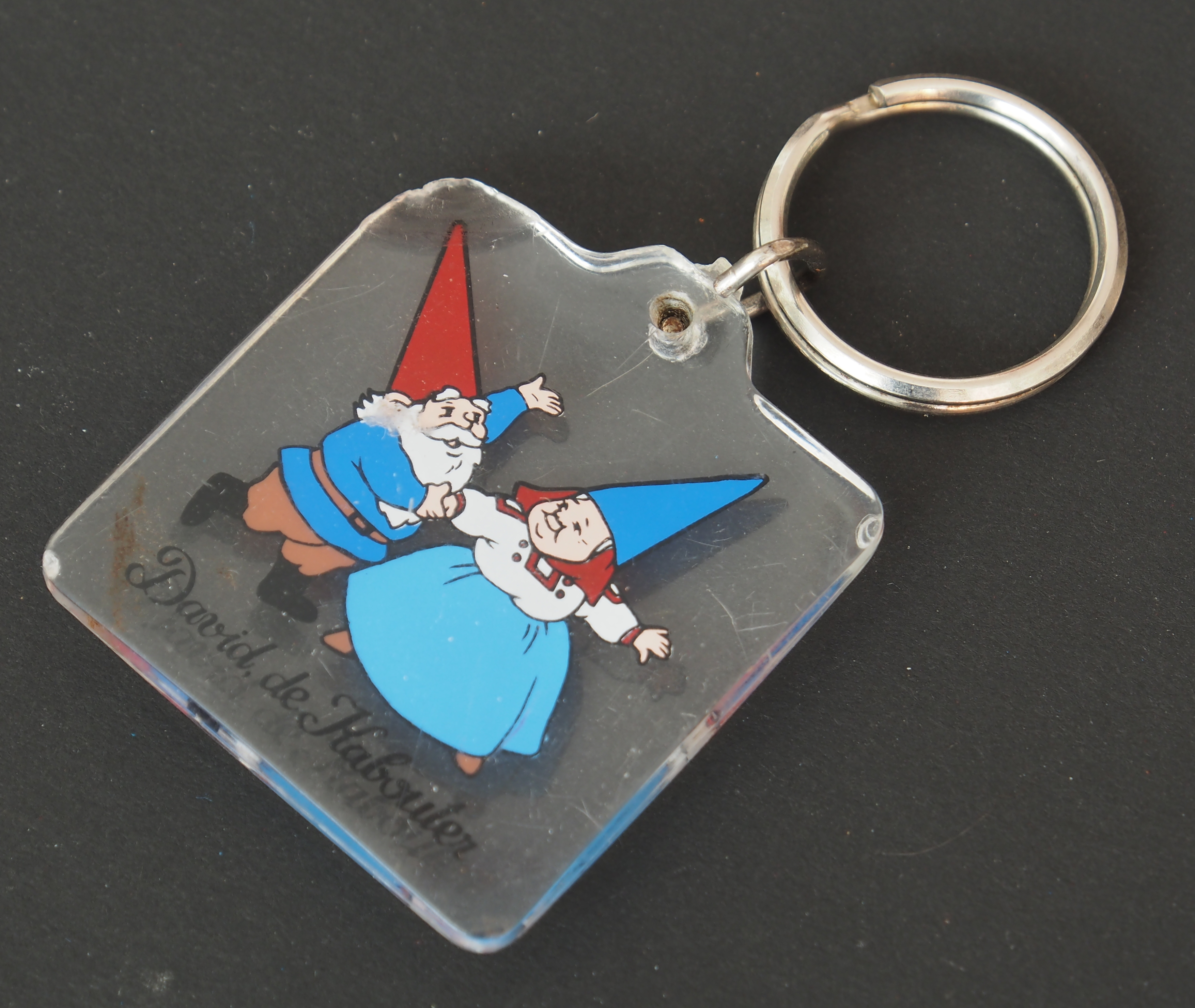
Porte-clés à l'effigie de David et Lisa.

De très nombreux produits dérivés ont été tirés de la série animée, figurant David le gnome et ses principaux acolytes : jeux, jouets, figurines, décorations et nombre d'objets publicitaires.